# 松川道哉
松川 道哉（まつかわ みちや、1924年12月22日 - 2000年11月16日）は、福島県出身の大蔵官僚。財務官。

## 来歴・人物
府立一中から一高に進学。秀才の誉れが高く、一高の文乙をトップで卒業。海軍経理学校短期現役組を経て、1945年に海軍主計少尉。1947年 東京大学法学部政治学科卒。高文合格後、大蔵省入省（管理局総務課）。1952年3月 加古川税務署長。主計局で主計官補佐（主査）を計5年間務めるなど、主に前半は主計畑で育つ。1962年6月 主計局主計官（地方財政、補助金係担当）。大臣官房審議官（国際金融局担当）、大臣官房審議官（銀行局担当）などを経て、1972年6月 国際金融局次長。1973年6月 国際金融局長。1974年6月26日 大臣官房長。1975年7月8日 理財局長。当初は銀行局長就任が有力とされていた。1976年6月 財務官。主計局長→事務次官がほぼ想定圏内に入っていただけに、財務官就任時には懇談会の席で目頭を押さえ、嗚咽を漏らしていたという。ニクソン・ショック後の日本の国際金融の舵取りにあたった。退官後は日興リサーチセンター理事長など。

## 略歴
- 1947年5月 大蔵省入省（管理局総務課）[2]
- 1948年12月 日米会話学院派遣[6]
- 1949年6月 大臣官房財務官室
- 1950年4月 主計局兼大臣官房財務官室
- 1950年6月 米国留学（ハーバード大学）[6][7]
- 1951年11月 大臣官房財務官室長補佐
- 1952年3月 加古川税務署長
- 1953年5月 主計局主計官補佐（外務・防衛・農林係主査）
- 1958年6月 佐藤大蔵大臣秘書官（事務担当）
- 1960年7月 水田大蔵大臣秘書官（事務担当）
- 1960年12月 在ニューヨーク総領事館領事
- 1961年5月 為替局総務課長補佐
- 1961年7月 大臣官房財務調査官（財務参事官室担当）
- 1962年6月 主計局主計官（地方財政、補助金係担当）
- 1964年3月20日 大臣官房専門調査官
- 1964年7月1日 国際金融局国際機構課長
- 1965年3月 大臣官房財務調査官（官房担当）
- 1965年4月 在米国大使館参事官
- 1968年7月1日 大臣官房審議官（国際金融局担当）
- 1969年8月 大臣官房審議官（官房担当）
- 1970年6月 大臣官房審議官（証券局担当）兼関東財務局東証監理官
- 1971年7月 大臣官房審議官（銀行局担当）
- 1972年6月 国際金融局次長
- 1973年6月 国際金融局長（1974年6月まで）
- 1974年6月26日 大臣官房長（1975年7月8日まで）
- 1975年7月8日 理財局長（1976年6月まで）
- 1976年6月 財務官（1978年6月まで）
- 1995年4月 勲二等瑞宝章受章